# (4075) Sviridov
(4075) Sviridov ist ein Asteroid des Hauptgürtels, der am 14. Oktober 1982 von der ukrainischen Astronomin Ljudmila Georgijewna Karatschkina an der Zweigstelle des Krim-Observatoriums (IAU-Code 095) in Nautschnyj entdeckt wurde.
Der Asteroid ist nach dem sowjetischen Komponisten Georgi Wassiljewitsch Swiridow (1915–1998) benannt.